# Agustín Herrera
Agustín Enrique Herrera Osuna (Los Mochis, 22 marzo 1985) è un ex calciatore messicano, di ruolo attaccante.

## Carriera
Ha giocato nella massima serie dei campionati messicano e guatemalteco.